# 피해자 비난
피해자 비난은 범죄 또는 부당한 행위의 피해자가 그들에게 가해진 피해에 대해 전적으로 또는 부분적으로 책임이 있는 것으로 간주될 때 발생한다. 피해자학 연구는 피해자 에 대한 편견과 피해자가 가해자의 행동에 어떤 식으로든 책임이 있다는 인식을 완화하려고 한다. 가정폭력과 성범죄 의 피해자에 대한 역사적, 현재적 편견이 존재하는데, 피해자와 가해자가 범죄를 저지르기 전에 서로 알고 있었다면 강도 피해자보다 강간 피해자를 비난하는 경향이 더 크다는 점이다.
2차 피해는 개인 및 기관의 대응을 통해 피해자( 성폭행, 학대, 외과적 구타, 의료 과실 또는 강간을 포함하되 이에 국한되지 않음)에게 트라우마를 입히는 것이다. 2차 피해의 유형은 피해자 비난, 피해자 이야기 불신, 공격의 심각성 최소화, 의료인이나 기타 단체의 부적절한 폭행 후 치료 등이 있다. 2차 피해는 특히 마약 사용, 지인, 군대의 성적 외상 및 법정 강간의 경우에 일반적이다.

### 이상적인 희생자
이상적인 피해자는 개인을 불리하게 만드는 불가피한 상황으로 인해 피해자의 지위를 누릴 수 있는 사람이다. 이 이론은 특히 성폭행을 포함한 모든 범죄에 적용할 수 있다. 노르웨이 범죄학 교수인 Nils Christie는 1980년대부터 이상적인 희생자의 개념에 대해 이론화해 왔다. 그의 연구에서 그는 두 가지 예를 제시한다. 하나는 가족을 방문하고 집으로 돌아오는 길에 공격을 받았고 다른 하나는 술집에서 아는 사람에게 공격을 받은 남자이다. 그는 그 노파를 이상적인 희생자라고 설명한다. 왜냐하면 그녀는 그녀가 있던 위치에 있는 것을 피할 수 없었고, 그녀의 공격자를 알지 못했고, 그녀의 공격자와 싸울 수 없었기 때문이다. 그러나 그 남자는 술집에 가는 것을 피할 수 있었고, 그의 공격자를 알고 있었고, 더 젊고 남자인 그의 공격자와 싸울 수 있어야 했다.
성폭행 피해자에게 이상적인 피해자 이론을 적용할 때 종종 사법 절차는 이상적인 피해자를 공격자에게 저항하고 위험한 상황에서 이러한 잘못된 요구 사항을 없애기 위한 법률 개혁에도 불구하고 위험한 상황에서 주의를 기울이는 사람으로 정의한다. 피해자가 이상적이지 않은 경우 성폭행의 실제 피해자로 간주되지 않기 때문에 공격에 대한 비난을 받을 위험이 있다. 그들은 강간법에 명시된 기준에 맞지 않기 때문에 실제 피해자로 간주될 수 없으며 따라서 가해자는 기소되지 않다.

## 글로벌 상황
전 세계의 다양한 문화에서는 강간, 증오 범죄, 가정 학대와 같은 다양한 시나리오에 대해 다양한 피해자 비난을 공식화했다. 피해자 비난은 전 세계적으로 일반적이다. 특히 사회적으로 용인되고 특정 집단의 사람들을 열등한 존재로 취급하도록 권고되는 문화권에서는 더욱 그렇다. 예를 들어, 소말리아에서 성적 학대의 피해자들은 지속적으로 사회적 따돌림과 괴롭힘을 견뎌낸다.

## 같이 보기
- 백래시 (사회학)
- 매 맞는 여성 증후군
- 비난
- 집단 따돌림
- 과실 기여
- 범죄
- 천벌
- 가스라이팅
- 범죄도착증
- 불의
- 낙인 이론
- 심리 게임
- 심리 투영
- 강간피해자보호법
- 합리화
- 희생양
- 샤덴프로이데
- 자기 고양적 편견
- 피해의식